# Třída Tokara
Třída Tokara je třída rychlých hlídkových lodí japonské pobřežní stráže. Mezi jejich úkoly patří ochrana výhradní námořní ekonomické zóny země, potírání pašování, ochrana rybolovu, mise SAR nebo bojoval se severokorejské zpravodajské lodi. Celkem bylo postaveno 20 jednotek této třídy. Ve službě jsou od roku 2003.

## Stavba
Celkem bylo v letech 2002–2013 postaveno 20 jednotek této třídy. Z toho 18 plavidel postavila loděnice Universal Shipbuilding Corporation v Jokohamě, zbývající hlídkovou loď Fukue postavila loděnice Mitsubishi Heavy Industries v Šimonoseki a Oirase postavila loděnice Mitsui Engineering & Shipbuilding v Tamanu. Stavba plavidel PM-41 a PM-42 byla zrušena.
Jednotky třídy Tokara:
| Jméno             | Založení kýlu | Spuštění na vodu | Vstup do služby   | Status                                                               |
| ----------------- | ------------- | ---------------- | ----------------- | -------------------------------------------------------------------- |
| Tokara (PM-21)    | 2002          | 2002             | 12. března 2003   | aktivní                                                              |
| Fukue (PM-22)     | 2002          | 2002             | 12. března 2003   | aktivní                                                              |
| Oirase (PM-23)    | 2003          | 2003             | 18. března 2004   | aktivní                                                              |
| Fudži (PM-24)     | 2007          | 2008             | 30. dubna 2008    | aktivní                                                              |
| Muromi (PM-25)    | 2007          | 2007             | 30. dubna 2008    | původní název Ečizen, aktivní                                        |
| Kikuči (PM-26)    | 2007          | 2008             | 17. února 2009    | aktivní                                                              |
| Jošino (PM-27)    | 2007          | 2008             | 26. března 2009   | aktivní                                                              |
| Isuzu (PM-28)     | 2007          | 2008             | 26. března 2009   | aktivní                                                              |
| Jamakuni (PM-29)  | 2007          | 2008             | 29. června 2009   | aktivní                                                              |
| Kano (PM-30)      | 2008          | 2009             | 16. prosince 2009 | aktivní                                                              |
| Abukuma (PM-31)   | 2008          | 2009             | 8. března 2010    | aktivní                                                              |
| Minabe (PM-32)    | 2008          | 2009             | 8. března 2010    | aktivní                                                              |
| Macúra (PM-33)    | 2009          | 2010             | 14. září 2010     | aktivní                                                              |
| Čikugo (PM-34)    | 2009          | 2010             | 1. prosince 2010  | aktivní                                                              |
| Harimizu (PM-35)  | 2009          | 2010             | 5. dubna 2011     | původní Kurose, od roku 2013 Mijako a ok roku 2018 Harimizu, aktivní |
| Okicu (PM-36)     | 2009          | 2011             | 28. června 2011   | aktivní                                                              |
| Kunašir (PM-37)   | 2010          | 2011             | 20. února 2012    | aktivní                                                              |
| Ómi (PM-38)       | 2010          | 2011             | 31. května 2012   | aktivní                                                              |
| Okuširitó (PM-39) | 2010          | 2012             | 29. března 2013   | aktivní                                                              |
| Mabeči (PM-40)    | 2010          | 2012             | 27. června 2013   | původně Nacui, od roku 2019 Mabeči, aktivní                          |

## Konstrukce

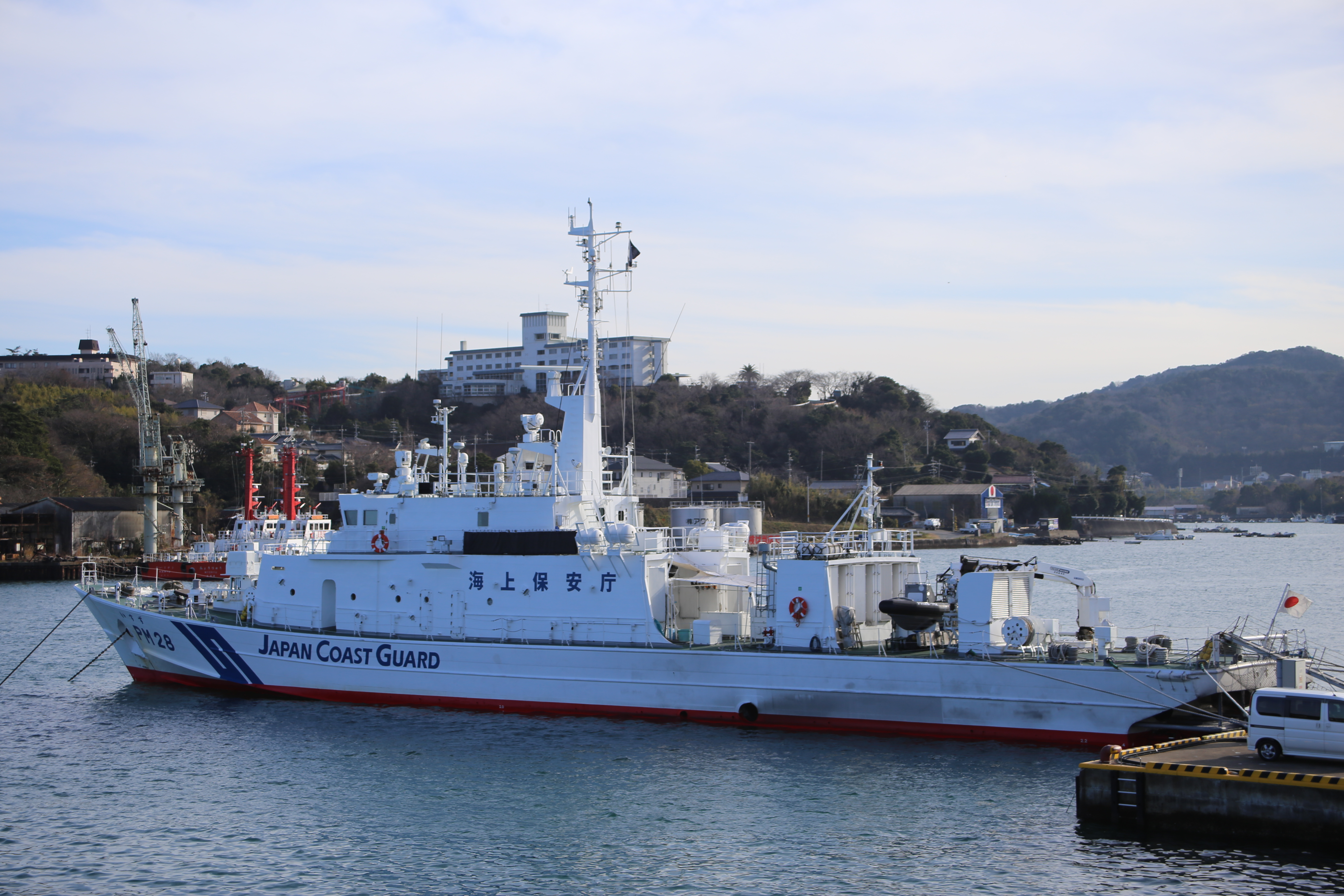
Isuzu (PM-28)

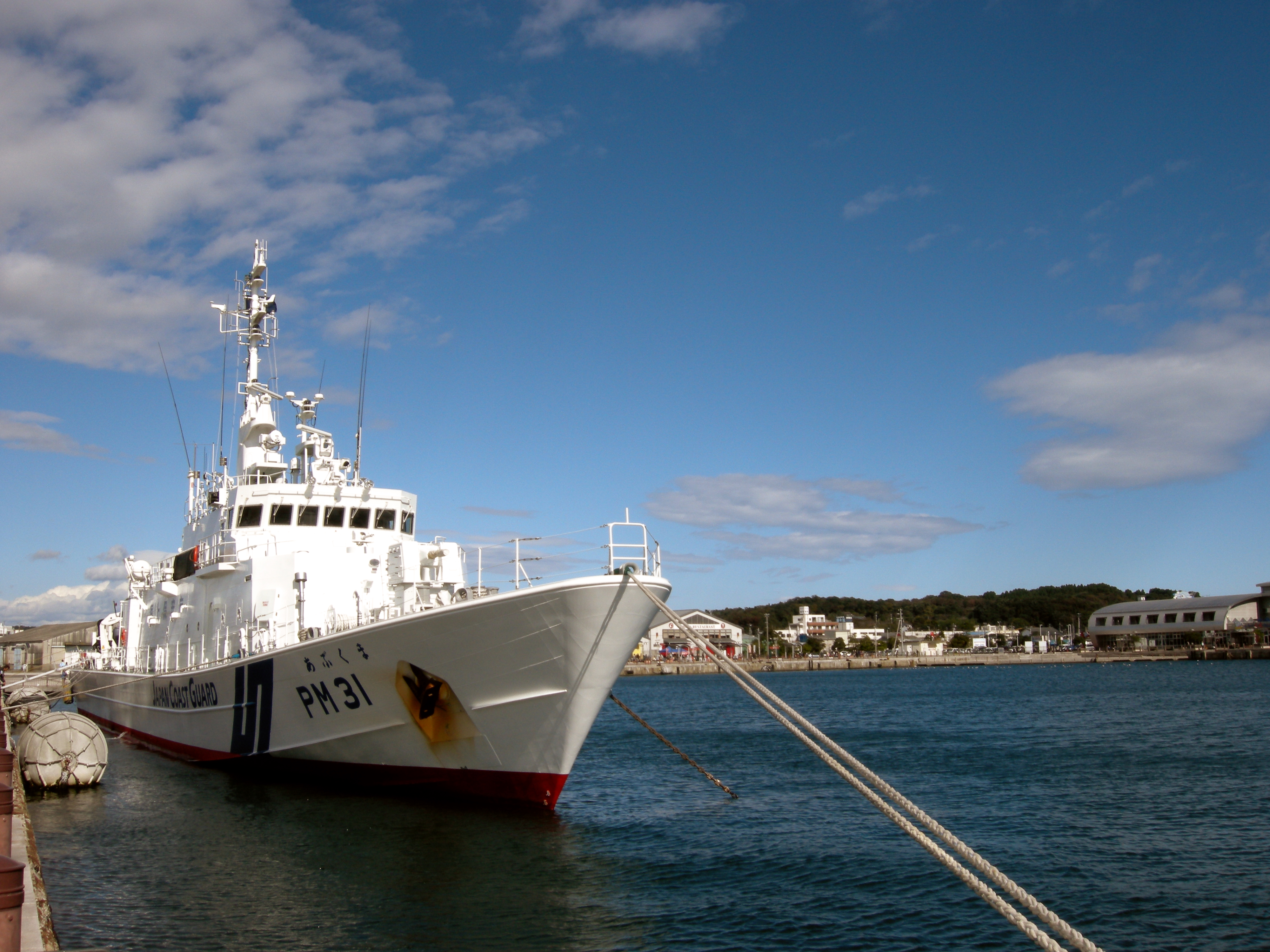
Abukuma (PM-31)

Plavidla nese jeden rotační 20mm kanón JM61-RFS Sea Vulcan na přídi, který doplňuje 12,7mm kulomet. Plavidla vybavena rychlými člun RHIB. Pohonný systém tvoří tři diesely Niigata 16V20FX, každý o výkonu 5000 hp, pohánějící trojici vodních trysek. Nejvyšší rychlost dosahuje 35 uzlů.